# Bulbophyllum ferkoanum
Bulbophyllum ferkoanum är en orkidéart som beskrevs av Rudolf Schlechter. Bulbophyllum ferkoanum ingår i släktet Bulbophyllum och familjen orkidéer. Inga underarter finns listade i Catalogue of Life.